# Antoine Lavoisier

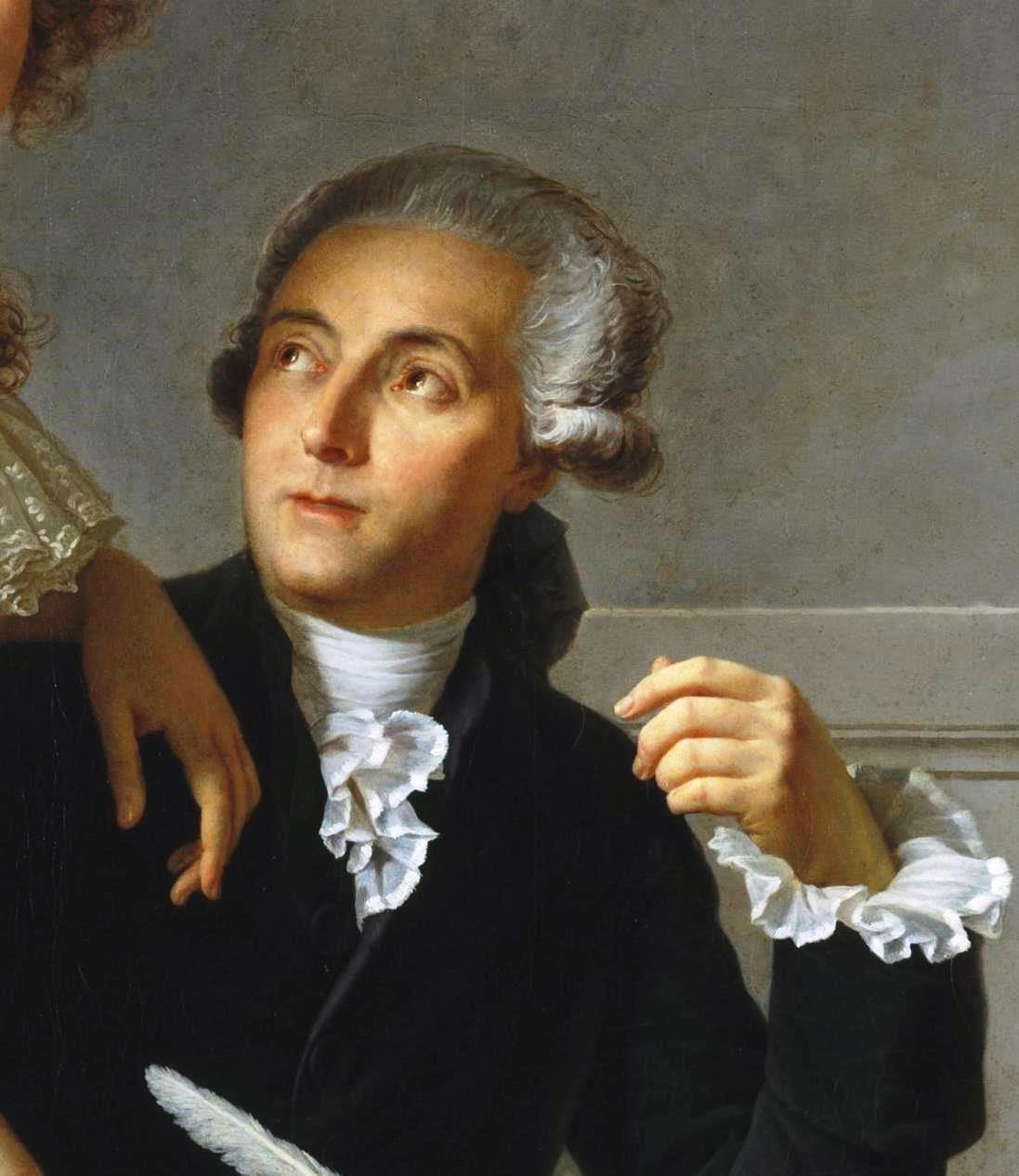
Antoine Laurent Lavoisier

Antoine Laurent Lavoisier (Parijs, 26 augustus 1743 – aldaar, 8 mei 1794) was een Franse scheikundige. Hij was de eerste die de behoudswet voor materie formuleerde. Hij (her)ontdekte het element zuurstof en ontkrachtte de phlogistontheorie. Ook heeft hij een scheikundige revolutie teweeggebracht in de chemische nomenclatuur. Lavoisier wordt vaak gezien als de vader van de moderne scheikunde.

## Biografie
Lavoisier, die geboren was in Parijs als zoon van Jean Antoine Lavoisier en Émilie Punctis, groeide op in Parijs en volgde van 1754 tot 1761 een studie in de scheikunde, plantkunde, astronomie en wiskunde aan de universiteit Mazarin. Zijn eerste publicatie in de scheikunde verscheen in 1764. In 1767 werkte hij aan een geologische studie van de Franse gebieden Elzas en Lotharingen. In 1768 werd hij als lid van de Franse Académie des sciences gekozen.

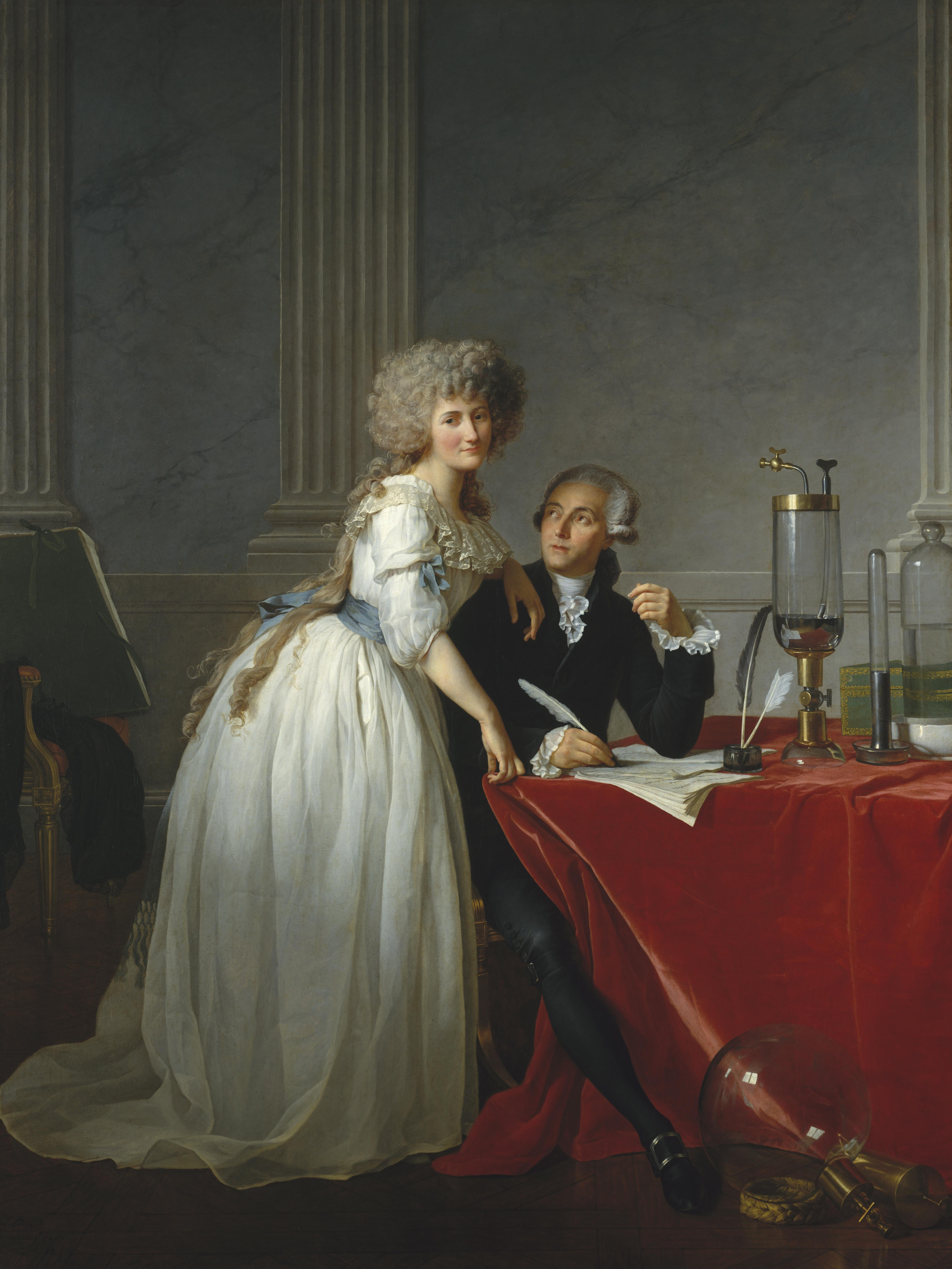
Marie Lavoisier en haar echtgenoot, portret door Jacques-Louis David 1788

In 1771 trouwde Antoine Lavoisier (27 of 28 jaar oud) met de 13 jaar oude Marie-Anne Pierrette Paulze Lavoisier. Zij hielp hem met het vertalen van Engelse stukken en illustreerde zijn werken. Vanaf 1775 werkte Lavoisier bij de koninklijke (bus)kruitadministratie waar hij werkte aan verbeteringen in het productieproces voor buskruit. Ook werkte hij in de agrochemie aan een nieuwe productiemethode van salpeter. Hij is een van de 72 Fransen wier namen in reliëf op de Eiffeltoren zijn aangebracht.

### Lavoisier en de politiek
Van groot belang in het leven van Lavoisier was zijn rechtenstudie. Door zijn rechtenstudie was hij zich gaan interesseren in de Franse politiek. Daardoor kreeg hij, toen hij 26 jaar oud was, werk als agent bij de Ferme générale, een bedrijf dat belastingen inde (belastingpacht). In dat werk probeerde hij het Franse monetaire systeem en de belastingen te veranderen. In zijn werk voor de overheid nam hij deel aan de ontwikkeling van het metrische stelsel om een uniformiteit in maten en gewichten in heel Frankrijk tot stand te brengen.
Als een van de 28 vooraanstaande belastinginners van het ancien régime werd Lavoisier gezien als een vijand van de revolutie. Aangewakkerd door beschuldigingen van Jean-Paul Marat werd hij op 50-jarige leeftijd in 1794 onder de guillotine ter dood gebracht.

## Ontdekkingen

Lavoisier (met zonnebril) bedient zijn zonne-oven

Een van zijn belangrijkste prestaties is de formulering van het principe van verbranding. Hij toonde met zijn experimenten aan dat verbranding een chemisch proces is, waarbij een materiaal met zuurstof reageert.
Ook demonstreerde hij de rol van zuurstof in de ademhaling van planten en dieren. In samenwerking met Pierre-Simon Laplace voerde Lavoisier experimenten uit waaruit bleek dat de ademhaling in wezen een langzame verbranding van organisch materiaal was waarbij de ingeademde zuurstof werd gebruikt. Lavoisiers verklaring van het verbrandingsproces weerlegde de phlogistontheorie, die postuleerde dat er bij verbranding van materialen een stof vrijkwam die phlogiston werd genoemd.
Lavoisier bevestigde dat Henry Cavendish' "ontvlambare lucht", die Lavoisier hydrogen(Oudgrieks: voor "watervormer") noemde, in combinatie met zuurstof een dauw produceerde, die zoals Joseph Priestley al eerder had aangetoond, gelijk aan water bleek te zijn. In zijn "Mémoire sur la combustion en général" ("Over verbranding in het algemeen", 1777) en "Considérations générales sur la nature des acides" ("Algemene beschouwingen over de aard van zuren", 1778) toonde Lavoisier aan dat de "lucht", die verantwoordelijk was voor de verbranding, ook de bron van de "zuurheid" was.
In 1779 noemde hij dit deel van de lucht oxygénicus (Grieks voor "zuurvormer", omdat hij claimde dat de scherpe smaak van zuren afkomstig was van zuurstof). Het andere deel noemde hij "azote" (Grieks voor "zonder leven"). In de "Réflexions sur le phlogistique" ("Overdenkingen over phlogiston", 1783), toonde Lavoisier aan dat de phlogistontheorie inconsistent was. Priestley weigerde de resterende ruim twintig jaar van zijn leven echter halsstarrig om in Lavoisier zijn resultaten te geloven. Priestley bleef de phlogistontheorie verdedigen.
Een van zijn belangrijkste werken is Traité élémentaire de chimie (Frans voor Elementaire verhandeling over de scheikunde), een basiswerk van de moderne scheikunde.

## Experimenten
De experimenten van Lavoisier waren enkele van de eerste scheikundige experimenten die werkelijk kwantitatief werden uitgevoerd. Hij bewees dat wanneer een stof een chemische reactie ondergaat, de totale hoeveelheid massa van begin tot eind hetzelfde blijft. Hij verbrandde fosfor en zwavel in lucht, en toonde aan dat de producten van die chemische reactie meer wogen dan de uitgangsstoffen. Maar, de stijging in gewicht van de stoffen was gelijk aan de daling in gewicht van de lucht. Deze experimenten lagen aan de basis van de massabehoudswet.
Lavoisier ontdekte ook dat water geen element was, zoals men in die dagen meende, maar bestond uit de samenstellende delen oxygène (zuurstof) en hydrogène (letterlijk water vormend, in het Nederlands waterstof). Samen met de Franse scheikundige Claude-Louis Berthollet en anderen bouwde Lavoisier een nomenclatuur (ofwel namensysteem) op dat als basis diende voor de huidige scheikundige nomenclatuur.
Lavoisiers Traité élémentaire de chimie (elementaire behandeling van de scheikunde) uit 1789 wordt gezien als de eerste handleiding tot de moderne scheikunde. Het presenteerde een consistente kijk op de moderne scheikundige theorie, beschreef in duidelijke termen de wet van behoud van massa, en ontkende het bestaan van phlogiston. Verder maakte Lavoisier het begrip element duidelijk door te stellen dat een element een eenvoudige stof is die met geen enkele analytisch chemische methode kan worden ontleed. Hij formuleerde ook een theorie die de vorming van scheikundige verbindingen uit de elementen beschrijft. Zijn werk omvat ook een lijst van ca. 50 elementen die hij kende, waaronder zuurstof, stikstof, waterstof, fosfor, kwik, zink en zwavel. Naast deze elementen staan ook licht en warmte op zijn lijst, omdat hij dacht dat dit materiële substanties waren.

## Beoordeling
De fundamentele bijdragen van Lavoisier tot de scheikunde waren het resultaat van zijn wens om de resultaten van alle experimenten te verklaren met één eenvoudige theorie. Hij toonde een consistent gebruik van kringlopen, gebruikte zijn ontdekkingen over zuurstof om de phlogistontheorie omver te werpen, en ontwikkelde een nieuwe scheikundige nomenclatuur die inhield dat alle zuren zuurstof bevatten. Voor het eerst werd het begrip element systematisch ontwikkeld. De drie of vier elementen uit de klassieke scheikunde werden omgezet in een modern systeem dat Lavoisier gebruikte om chemische reacties in chemische vergelijkingen om te zetten die in overeenstemming zijn met de wet van behoud van massa.

## Voetnoten
1. ↑  Later zou dit element in het Nederlands taalgebied "waterstof" genoemd worden.
2. ↑  In het Nederlands taalgebied zou dit element later "zuurstof" worden genoemd.

## Werken
- Sur la combustion (Over verbranding), 1777
- Considérations générales sur la nature des acides (Algemene overwegingen over de eigenschappen van zuren), 1778
- Réflexions sur la phlogistique (reflecties over de phlogistiek), 1783
- Traité élémentaire de chimie (Frans voor Grondbeginselen der scheikunde. Eerste deel; Tweede en laatste deel. Te Utrecht, bij G.T. van Paddenburg & Zoon, 1800), een basiswerk van de moderne scheikunde, 1789
- Oeuvres de Lavoisier publiees par les soins de son excellence le Ministre de l'instruction publique et des cultes Memoires de chimie et de physique. Tome premier; Tome II, 1862; Tome III; Tome IV, 1862-1868